# Hélène Pavlovna de Russie
Ne doit pas être confondu avec Hélène Pavlovna.
Hélène Pavlovna de Russie (en russe : Великая Княжна Елена Павловна), grande-duchesse de Russie, née le 24 décembre 1784 à Saint-Pétersbourg et morte le 24 septembre 1803 à Ludwigslust (Allemagne actuelle), est par mariage la princesse héritière du duché de Mecklembourg-Schwerin.

## Biographie

### Enfance

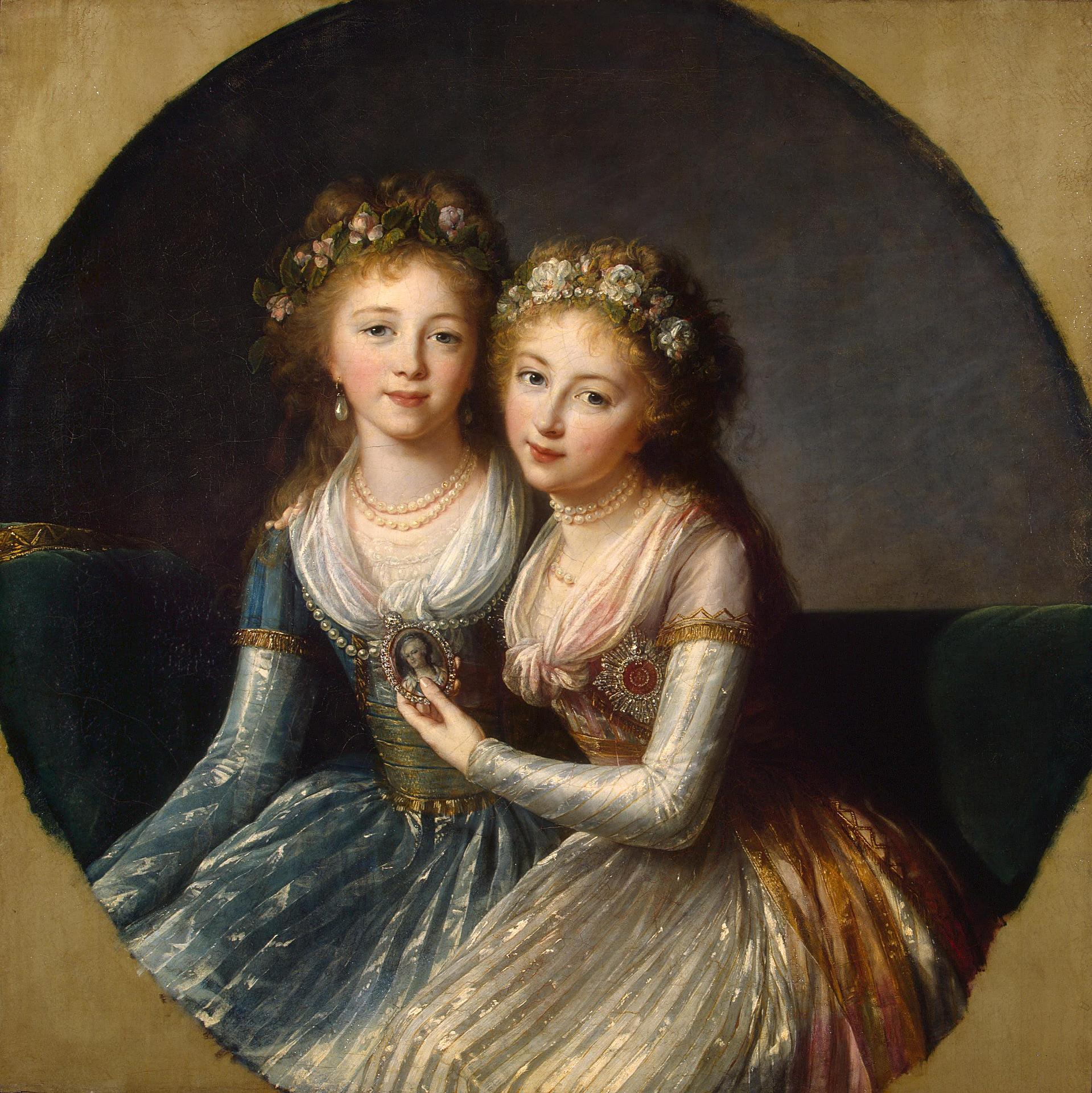
Portrait d'Alexandra et Hélène de Russie, 1796, par Élisabeth Vigée Le Brun, musée de l'Ermitage, Saint-Pétersbourg.

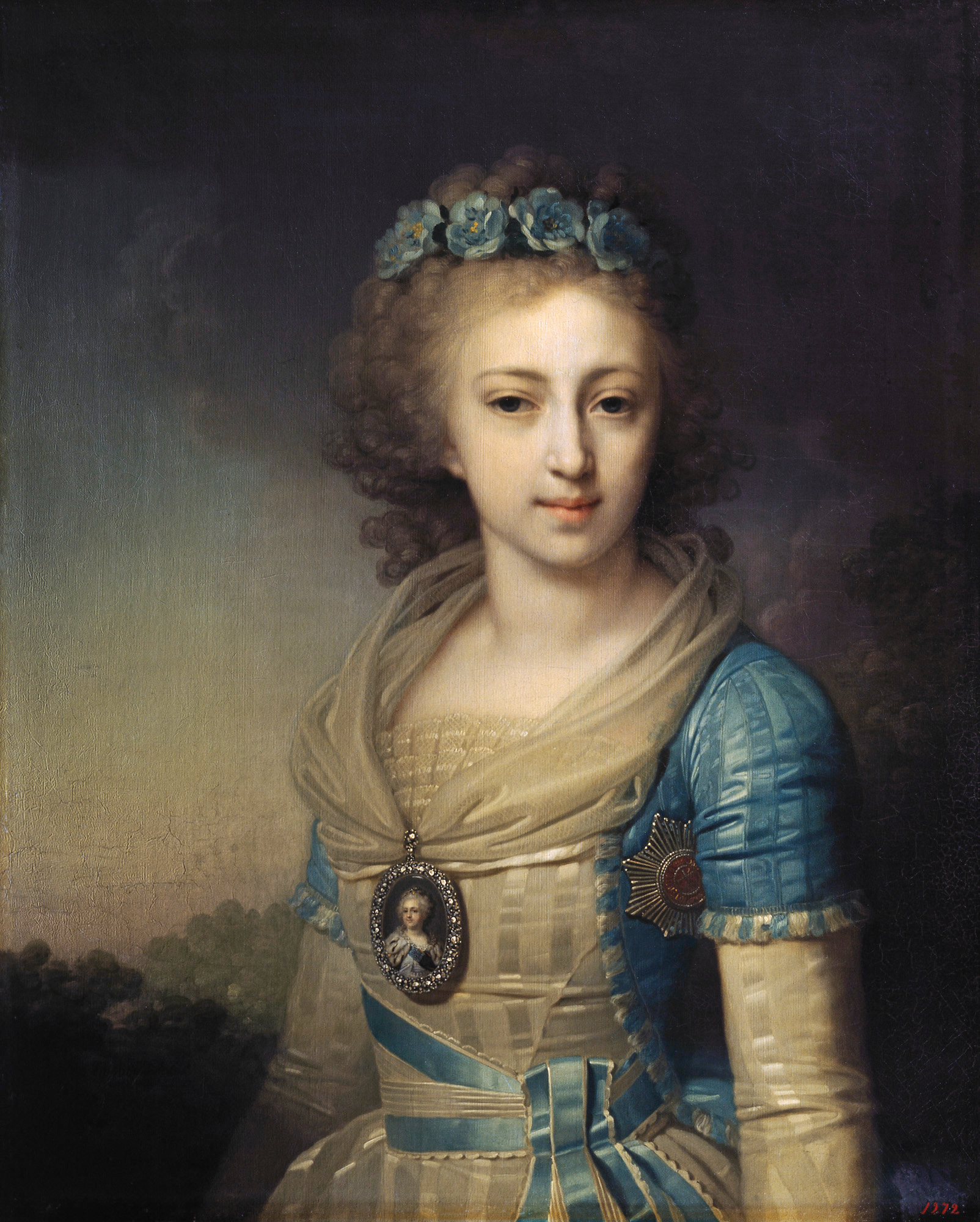
Portrait de la grande-duchesse Hélène de Russie par Vladimir Borovikovski en 1796.

Fille de Paul Ier de Russie et de Sophie-Dorothée de Wurtemberg, Hélène de Russie (prénom francisé) est nommée ainsi par sa grand-mère l'impératrice Catherine la Grande en référence à la belle Hélène de Troie. Ses études sont dirigées par l'impératrice sa grand-mère qui lui donne des professeurs et gouvernantes de choix, dont Esther Monod, une émigrée suisse. Son éducation est axée principalement sur l'art, la littérature et la musique. Elle apprend également la danse, les langues (français et allemand bien sûr, mais aussi italien et anglais), son devoir étant de faire un mariage dans une cour européenne. Elle est très proche de sa sœur Alexandra.

### Mariage
À la fin de l'année 1790, la jeune grande-duchesse âgée de six ans est fiancée au prince Frédéric-Louis de Mecklembourg-Schwerin, fils du duc Frédéric-François Ier de Mecklembourg-Schwerin et de Louise de Saxe-Gotha-Altenbourg. Il était de coutume pour les princesses des cours européennes de se rendre dans le pays d'origine de leur futur époux pour se marier. En revanche concernant les grandes-duchesses russes, elles se marièrent toutes en Russie. Le 23 octobre 1799 Hélène de Russie épouse donc le prince héritier Frédéric-Louis au palais de Gatchina. Sa sœur Alexandra épouse quant à elle l'archiduc Joseph d'Autriche, palatin de Hongrie dans le même lieu une semaine plus tard, le 30 octobre 1799.
De cette union sont issus :
- Paul-Frédéric, grand duc de Mecklembourg-Schwerin) (1800-1842) qui épouse en 1822 Alexandrine de Prusse (1803-1892)
- Marie-Louise de Mecklembourg-Schwerin (1803-1862) qui épouse en 1825 Georges de Saxe-Altenbourg (1796-1853).

La jeune princesse de Mecklembourg-Schwerin s'installe avec son époux à Schwerin. Elle connaît alors une tout autre vie, loin des splendeurs et de l'opulence de Saint-Pétersbourg. L'année 1801 est particulièrement douloureuse pour elle, car elle perd sa sœur Alexandra le 16 mars 1801 et quelques jours plus tard, le 23 mars 1801, elle perd aussi son père, probablement assassiné.

### Décès et inhumation

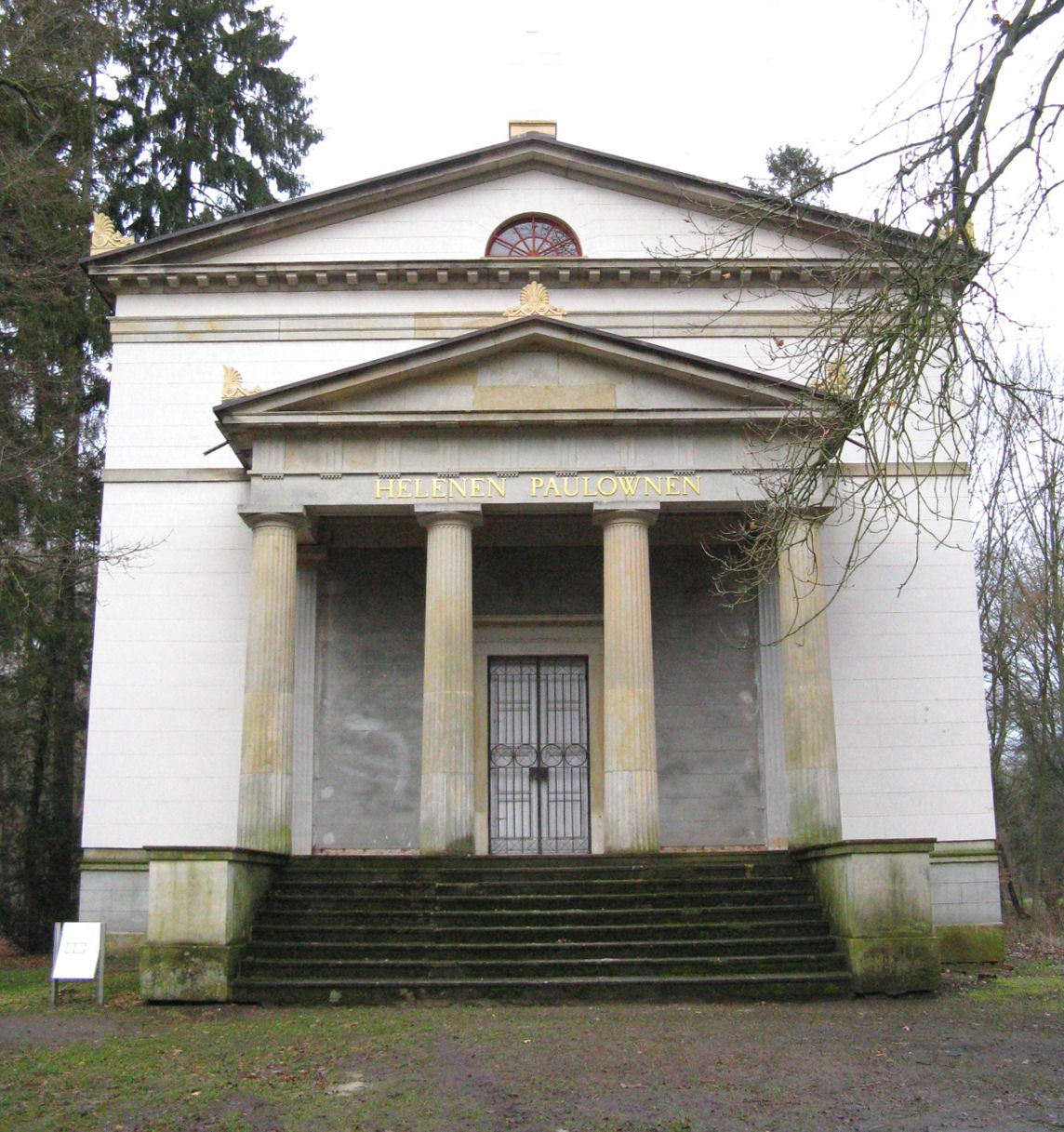
Mausolée d'Hélène à Ludwigslust.

En septembre 1803, la jeune princesse de Mecklembourg-Schwerin tombe gravement malade et meurt subitement le 24 septembre 1803. Son époux inconsolable fait alors construire au château de Ludwigslust un mausolée où elle est inhumée. Plusieurs membres de la Maison grand-ducale de Mecklembourg-Schwerin, dont le prince Frédéric-Louis son époux, sont inhumés dans ce mausolée.

## Distinctions
- 24 décembre 1784 : Ordre de Sainte-Catherine[1]

## Généalogie

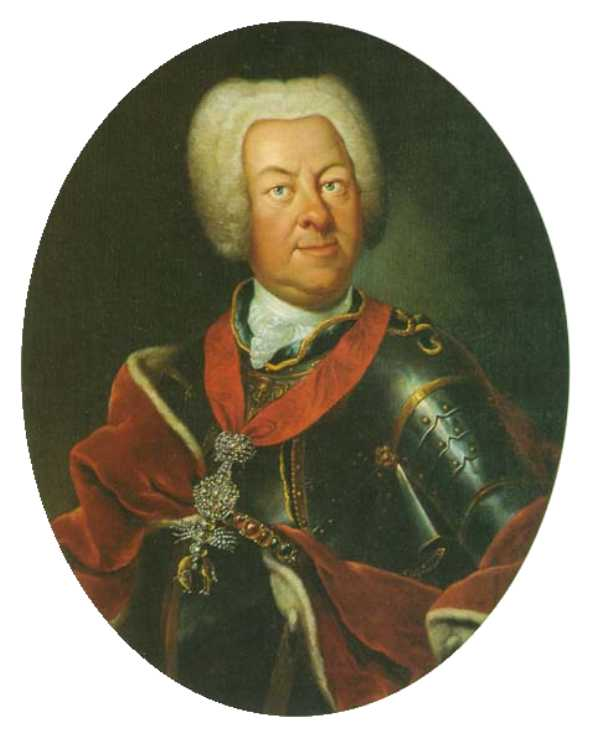
Portrait de Karl Alexander du Württemberg (1684-1737)

Hélène Pavlovna de Russie appartient à la première branche de la Maison d'Oldenbourg-Russie (Holstein-Gottorp-Romanov) issue de la première branche de la Maison d'Holstein-Gottorp, elle-même issue de la première branche de la Maison d'Oldenbourg.